# John Diamond, Baron Diamond
John „Jack“ Diamond, Baron Diamond PC (* 30. April 1907 in Leeds; † 3. April 2004 in Little Chalfont, Buckinghamshire) war ein britischer Politiker der Labour Party sowie später der Social Democratic Party (SDP), der neunzehn Jahre lang Abgeordneter des House of Commons sowie zwischen 1964 und 1970 Chefsekretär des Schatzamtes (Chief Secretary of HM Treasury) war und 1970 aufgrund des Life Peerages Act 1958 als Life Peer Mitglied des House of Lords wurde.

## Leben

### Unterhausabgeordneter und Mandatsverlust
Diamond, Sohn des Rabbiners Solomon Diamond, absolvierte nach dem Besuch der Grammar School von Leeds ein Studium und war danach seit 1931 als Buchhalter tätig.
Nach Ende des Zweiten Weltkrieges wurde Diamond als Kandidat der Labour Party bei den Unterhauswahlen vom 5. Juli 1945 im Wahlkreis Manchester Blackley erstmals als Abgeordneter in das House of Commons gewählt, wobei er sich mit 19.561 Stimmen (44,7 Prozent) deutlich gegen den bisherigen Wahlkreisinhaber der Conservative Party, John Lees-Jones, durchsetzen konnte, der lediglich 14.747 Stimmen und 33,7 Prozent der Wählerstimmen erhielt. 1947 war er in der Regierung von Premierminister Clement Attlee kurzzeitig Parlamentarischer Privatsekretär (Parliamentary Private Secretary) des Ministers für Arbeiten (Minister of Works) George Tomlinson. Im Anschluss war er zwischen 1947 und 1953 Vorsitzender des Finanzausschusses des Nationalen Krankenpflegerates (National Nursing Council).
Nachdem Diamond bei den Unterhauswahlen am 23. Februar 1950 im Wahlkreis Manchester Blackley mit nur 42 Stimmen Mehrheit vor dem Kandidaten der konservativen Tories wiedergewählt wurde, erlitt er bei der darauf folgenden Wahl am 25. Oktober 1951 eine deutliche Niederlage gegen seinen Herausforderer von der Conservative Party, Eric Johnson: Während Johnson auf 25.076 Wählerstimmen (49,0 Prozent) kam, erhielt Diamond nur 22.804 Stimmen (44,6 Prozent), und musste damit aus dem Unterhaus ausscheiden.
Darüber hinaus war Diamond, der 1948 Socialism the British Way verfasste, zwischen 1950 und 1964 Schatzmeister der sozialistischen Intellektuellenbewegung Fabian Society.

### Wiederwahl ins Unterhaus, Kabinettsmitglied und erneuter Mandatsverlust
Nach dem Tod des bisherigen Abgeordneten Moss Turner-Samuels wurde Diamond bei einer Nachwahl (By-election) im Wahlkreis Gloucester am 12. September 1957 wiederum zum Abgeordneten in das House of Commons gewählt. Während dieser Zeit war er von 1957 bis 1964 auch Direktor des Trust des Sadler’s-Wells-Theaters. Zusammen mit Roy Jenkins gründete er als überzeugter Europäer 1962 den parteiinternen Ausschuss für den Binnenmarkt (Labour Common Market Committee).
Nach dem Wahlsieg der Labour Party bei den Unterhauswahlen vom 15. Oktober 1964 wurde Diamond von Premierminister Harold Wilson zum Chefsekretär des Schatzamtes (Chief Secretary of the Treasury) berufen und bekleidete damit nach den Schatzkanzlern (Chancellor of the Exchequer) James Callaghan und Roy Jenkins bis zum Ende von Wilsons Amtszeit am 19. Juni 1970 die zweitwichtigste Funktion im Schatzamt. Eine Aufwertung dieser Position erfuhr Diamond, der 1965 auch Privy Councillor wurde, als das Amt des Chefsekretär 1968 offiziell Kabinettsrang erhielt. Als Chefsekretär musste er im Unterhaus die von der Regierung Wilson eingeführte selektive Einkommensteuer SET (Selective Employment Tax) verteidigen, die von der späteren Premierministerin Margaret Thatcher in einer Parlamentsdebatte mit einer Oper verglichen wurde.
Bei den Unterhauswahlen am 18. Juni 1970 erlitt er überraschenderweise eine Wahlniederlage gegen seine Herausforderin von der Conservative Party, Sally Oppenheim-Barnes. Diamond war damit das einzige bisherige Mitglied der Regierung Wilson, das sein Mandat im Unterhaus verlor.

### Oberhausmitglied
Durch ein Letters Patent vom 25. September 1970 wurde Diamond daher aufgrund des Life Peerages Act als Life Peer mit dem Titel Baron Diamond, of the City of Gloucester, in den Adelsstand erhoben und gehörte damit bis zu seinem Tod dem House of Lords als Mitglied an.
Nachdem Harold Wilson nach den Unterhauswahlen am 28. Februar 1974 wieder Premierminister wurde, wurde er von Wilson zum Vorsitzenden der Königlichen Kommission zur Verteilung von Einkommen und Wohlstand (Royal Commission on the Distribution of Income and Wealth) ernannt. Zugleich war er von 1975 bis 1978 Mitglied der Beratungskommission des Premierministers für wirtschaftliche Betätigung von öffentlich Beschäftigten (Prime Minister’s Advisory Committee on Business Appointments of Civil Servants).
Baron Diamond, der auch Fellow des Institute of Chartered Accountants (FCA) war, wurde 1978 ein Ehrendoktor der Rechtswissenschaften (Hon. LL.D.) von der University of Leeds verliehen.
1981 verließ er die Labour Party und wurde stattdessen Mitglied der von den ehemaligen Labour-Politikern Roy Jenkins, David Owen, Bill Rodgers und Shirley Williams am 26. März 1981 gegründeten Social Democratic Party (SDP). Danach war er von 1982 bis 1988 Vorsitzender der Fraktion der SDP im Oberhaus (Leader of the Social Democratic Party in the House of Lords). 1995 trat er der Labour Party wieder als Mitglied bei.
Bei seinem Tod gehörte der 96-jährige Baron Diamond dem Parlament des Vereinigten Königreichs rund 53 Jahre lang an.

## Veröffentlichungen
- Socialism the British Way, 1948
- Public Expenditure in Practice, 1975